# Saša Nikolić
Aleksandar "Saša" Nikolić (ur. 30 kwietnia 1964) – serbski trener piłkarski.

## Kariera szkoleniowa
Samodzielną pracę szkoleniową rozpoczął w wieku czterdziestu trzech lat, w trzecioligowym Nepredaku Kruševac. Później krótko i bez powodzenia był trenerem piłkarzy Banatu Zrenjanin i FK Inđiji.
W kwietniu 2011 został włączony do sztabu szkoleniowego Łokomotiwu Płowdiw, grającego w ekstraklasie bułgarskiej. Już kilka tygodni później został pierwszym trenerem po zwolnieniu Nedełczo Matuszewa. Na koniec rozgrywek zespół zajął piąte miejsce i - chociaż zdobył tyle samo punktów, co czwarty Łokomotiw Sofia – to z powodu gorszego bilansu bramkowego nie zdołał zakwalifikować się do europejskich pucharów. Po zakończeniu sezonu Nikolić został więc zastąpiony przez Dragana Kanatlarowskiego.